# Danny Carey
Daniel Edwin "Danny" Carey (Lawrence, 10 de maio de 1961) é um baterista americano, conhecido por tocar na banda de metal progressivo Tool. Contribuiu também em álbuns de artistas e bandas como Zaum, Green Jellÿ, Pigface, Skinny Puppy, Adrian Belew do King Crimson, Carole King, Collide e o Melvins.
Ele foi classificado entre os 100 maiores bateristas de todos os tempos pela revista Rolling Stone, ocupando a 26° posição, além de também ser frequentemente considerado por outras revistas.

## Biografia
Danny nasceu em Lawrence, Kansas, teve seu primeiro encontro com a bateria aos 10 anos de idade, unindo-se a banda da escola e tendo aulas particulares de caixa. Dois anos depois, ele começou a praticar em uma bateria. Em seu ultimo ano de ensino médio em Paola, Carey entrou para a banda de jazz do ensino médio e começou a estudar com o grande baterista Ben Kensol, especificamente sobre jazz. Mais tarde, o jazz viria desempenhar um grande papel em seu estilo de tocar no cenário do rock. Como Carey progrediu do ensino médio até a Universidade de Missouri-Kansas City, ele começou a expandir os seus estudos em percussão e sobre os princípios da geometria, ciência e metafísica, bem como se aprofundar em certos aspectos ocultos da vida.
Depois da faculdade, um amigo e colega de banda convenceu Danny a deixar o Kansas e ir para Portland, onde ele tocou brevemente em várias bandas antes de se mudar para Los Angeles, onde ele conseguiu tocar como membro de estudio com Carole King e se apresentar com a banda Pigmy Love Circus. Ele também tocou no Green Jellÿ, com quem gravou o álbum Cereal Killer sob o pseudônimo "Danny Longlegs". Pouco tempo depois, ele viria a conhecer o cantor Maynard James Keenan e o guitarrista Adam Jones e começar a praticar com eles. Além do Tool, Danny também tem tempo para outros projetos, novos e antigos, como Volto! e Zaum, respectivamente.

## Equipamento
Carey utiliza seu próprio modelo de baquetas assinadas, desenvolvidas pela Vic Firth. Anteriormente ele era patrocinado com seu modelo assinado da Trueline Drumsticks, antes da empresa sair do mercado.
Ele também é endorse da Sonor, Paiste, Evans Drumheads, Hammerax, e utiliza dispositivos eletrônicos da Mandala, Korg e Roland.
Na NAMM Show 2009 a Sonor lançou uma caixa de bateria em parceria com Danny Carey, que é uma caixa 14x8" com casco em bronze de 1 mm de espessura. Ela contém talismãs gravados a laser junto da assinatura do baterista em torno dos pontos de ventilação.
Durante o ano de 2019, o construtor Alan Van Kleef da VK Drums foi contatado por Carey para criação de um kit de bateria e caixa. Depois de muito debate Alan desenvolveu o kit chamado "Monad", feito totalmente à mão em Sheffield na Inglaterra. Logo após a conclusão do kit Monad, foi anunciado que uma réplica de caixa chamada "7empest" seria disponibilizada como parte de uma coleção limitada de 33 peças individuais. Na mesma época em que a caixa 7empest foi lançada, Alan também estava desenvolvendo o primeiro kit completo de bateria 7empest. Assim como a caixa, a bateria 7empest é uma réplica da Monad em quase todos os sentidos, com exceção das gravuras.

## Técnicas de bateria

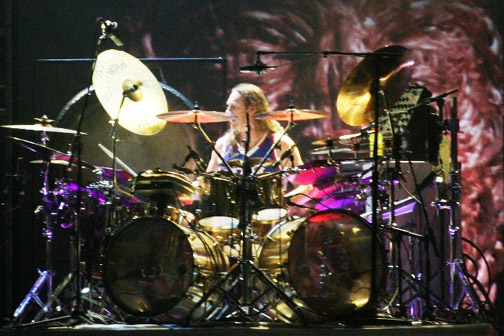
Danny Carey em 2006

Sua popularidade entre bateristas e não-bateristas se origina da diversidade de seu som e dinâmica ao longo de seus anos de aprendizado de jazz, sua habilidade técnica, uso freqüente de assinaturas de tempo estranhas, polirritmos e polimétricas. Ele afirmou em entrevistas que efetivamente trata seus pés como faz com suas mãos: ele pratica rudimentos (usado para técnicas com baquetas) e até mesmo solos de bateria com os pés para melhorar seu bumbo duplo, controle de chimbal e independência de pé.
Em busca de novas técnicas, Carey estudou tabla com Aloke Dutta, esse pode ser ouvido tocando na versão ao vivo da música 'Pushit' em Salival. Isso é especialmente aparente em faixas como 'Disposition' ou 'Right in Two', para as quais Carey gravou as partes do tabla em estúdio. O tabla (e outros instrumentos de percussão) usados na música do Tool são replicados ao vivo utilizando os pads eletrônicos  da Mandala.
Ele também afirmou que quando está tocando uma assinatura de tempo estranha, ele tenta tocar na "sensação" da música e estabelecer um "batimento interno" geral para o tempo determinado, em vez de contar tudo.

## Religião e esoterismo
Embora ele não tenha se alinhado oficialmente a nenhuma escola particular de filosofia ou religião, ele projetou um profundo interesse e compreensão pelas artes mágicas - entre elas, vários ensinamentos ocultistas. Símbolos espirituais, desenhos geométricos e dispositivos percussivos simbólicos são apresentados em seu kit de bateria. Ele também é um ávido colecionador das obras de primeira edição de Aleister Crowley, assim como também de outras figuras thelemitas como Kenneth Grant e Frater Achad.